# Clovia prolongata
Clovia prolongata är en insektsart som beskrevs av Jacobi 1921. Clovia prolongata ingår i släktet Clovia och familjen spottstritar. Inga underarter finns listade i Catalogue of Life.